# Saint-Mard-sur-le-Mont
Saint-Mard-sur-le-Mont – miejscowość i gmina we Francji, w regionie Grand Est, w departamencie Marna.
Według danych na rok 1990 gminę zamieszkiwało 121 osób, a gęstość zaludnienia wynosiła 9 osób/km².